# هانس ليندغرين
هانس ليندغرين (بالسويدية: Hans Lindgren)‏ هو كاتب سيناريو وممثل سويدي، ولد في 6 يناير 1932 في السويد، وتوفي في 2 نوفمبر 2012.

## وصلات خارجية
- هانس ليندغرين على موقع IMDb (الإنجليزية)
- هانس ليندغرين على موقع ميوزك برينز (الإنجليزية)
- هانس ليندغرين على موقع أول موفي (الإنجليزية)
- هانس ليندغرين على موقع قاعدة بيانات الأفلام السويدية (السويدية)
- هانس ليندغرين على موقع ديسكوغز (الإنجليزية)
- هانس ليندغرين على موقع قاعدة بيانات الفيلم (الإنجليزية)